# Bastão de caça

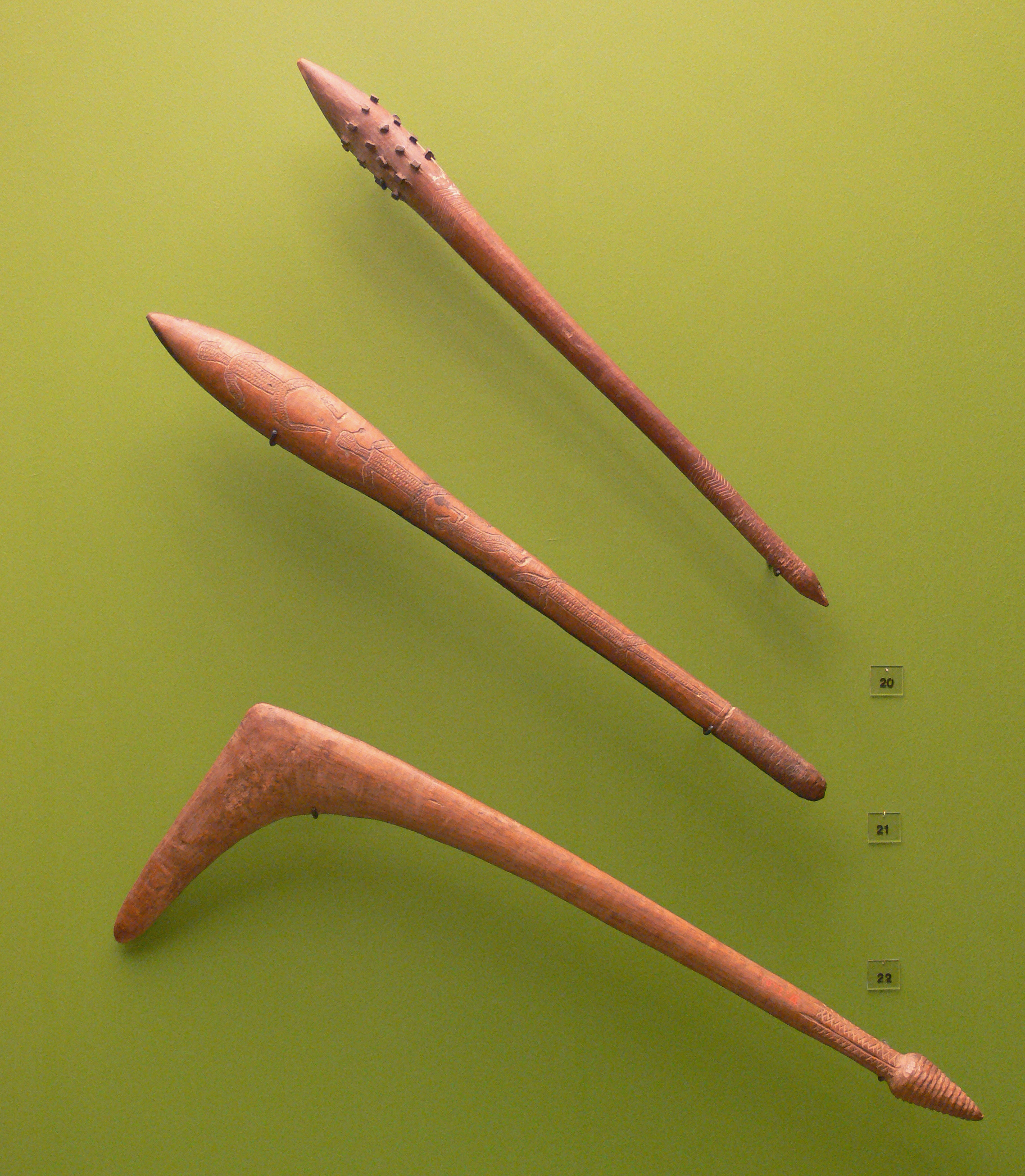
Waddies feitos pelos arrerntes

Um waddy, também chamado de nulla-nulla, boondi ou, simplesmente, bastão de caça, é um bastão de madeira aborígine australiano usado como arma ou arremesso contra animais na caça. Waddy vem dos darugues de Port Jackson, Sydney. Boondi é a palavra wiradjuri para este implemento.